# Aristida nemorivaga
Aristida nemorivaga är en gräsart som beskrevs av Johannes Jan Theodoor Henrard. Aristida nemorivaga ingår i släktet Aristida och familjen gräs. Inga underarter finns listade i Catalogue of Life.